# Peter Duffell
Peter Duffell (Canterbury, 1922. július 10. – 2017. december 12.) brit filmrendező, forgatókönyvíró.

## Filmjei

### Mozifilmek
- Partners in Crime (1961)
- The Silent Weapon (1961, rövidfilm)
- The Grand Junction Case (1961, rövidfilm)
- The Never Never Murder (1961, rövidfilm)
- Company of Fools (1966, rövidfilm, forgatókönyvíró is)
- A vértől csöpögő ház (The House That Dripped Blood) (1971)
- England Made Me (1973, forgatókönyvíró is)
- Aranyszöktetés (Inside Out) (1975)
- Experience Preferred... But Not Essential (1982)
- King of the Wind (1990)

### Tv-filmek
- Flambards (1979)
- Daisy (1980)
- Távoli pavilonok (The Far Pavilions) (1984)
- Nőstényfarkasok (Les louves) (1986)
- Hand in Glove (1987)
- Some Other Spring (1991, forgatókönyvíró is)

### Tv-sorozatok
- The Edgar Wallace Mystery Theatre (1961, egy epizód)
- The Scales of Justice (1966–1967, két epizód, forgatókönyvíró is)
- The Avengers (1967, egy epizód)
- Man in a Suitcase (1967–1968, hat epizód, egy epizódnál forgatókönyvíró is)
- The Ugliest Girl in Town (1969, egy epizód)
- Journey to the Unknown (1969, egy epizód)
- Strange Report (1969, négy epizód)
- From a Bird's Eye View (1971, két epizód)
- The Adventures of Black Beauty (1973, három epizód, egy epizódnál forgatókönyvíró is)
- CBS Children's Film Festival (1974, egy epizód)
- The Famous Five (1978, hat epizód)
- The Dick Francis Thriller: The Racing Game (1979–1980, két epizód)
- Play for Today (1980, egy epizód)
- BBC2 Playhouse (1980, egy epizód)
- The Waterfall (1980, négy epizód, forgatókönyvíró is)
- Play for Tomorrow (1982, egy epizód)
- Meghökkentő mesék (Tales of the Unexpected) (1983–1984, két epizód)
- Inspector Morse (1988, egy epizód)
- Space Precinct (1995, öt epizód)
- The Bill (1996, két epizód)